# Organització territorial del poder
L'organització territorial del poder determina la forma territorial de l'estat, delimitant les competències. Les maneres mitjançant les quals es determina la forma territorial de l'estat és la centralització i la descentralització. Hi ha dos tipus de forma territorial de l'estat: l'estat unitari o simple i l'estat compost.
No existeix una correlació entre la distribució territorial de l'estat i la forma del poder polític (sistema de govern) o la forma del cap d'estat. El "nucli essencial de qualsevol sistema de divisió territorial del poder està integrat necessàriament per les normes de delimitació competencial".

## Estat unitari
L'estat unitari unifica l'exercici del poder polític mitjançant unes institucions comuns per a tot el territori, cosa que fa que quede establert un únic ordenament, una única administració i una única jurisdicció.
És difícil que un estat unitari no compte amb cap grau de descentralització, i per això hi ha dues modalitats d'aquesta forma territorial de l'estat: la desconcentració i la descentralització. La desconcentració consisteix en delegar funcions estatals en òrgans territorials, de manera que l'estat pot revocar en qualsevol moment la delegació. La descentralització implica que uns òrgans administratius o de gestió tenen una competència territorial delimitada sobre la qual fan gestió o elaboren normes jurídiques per a desenvolupar l'exercici d'aquestes atribucions.

## Estat compost
Si un estat atorga poder polític a un òrgan administratiu, es realitza una descentralització política, cosa que deixa definida com un estat compost. Aquest òrgan té autonomia, és a dir, competències, institucions i capacitat legislativa pròpia. Els centres d'impuls polític coincideixen amb la divisió territorial dins de l'estat més l'estat en conjunt.
Hi ha dos tipus d'estat compost: l'estat regional i l'estat federal.
Un concepte jurídic que es té en compte en els estats compostos és el de Constitució total o global (en alemany Gesamtverfassung), creat per Hans Kelsen, que es refereix al "conjunt de normes positives de rang superior (...) que distribueix territorialment el poder (especialment, pero no solament, el poder legislatiu)" entre instàncies de poder sobre tot el territori i instàncies especialitzades en un territori limitat.

### Estat federal
L'estat federal va aparèixer per primera vegada amb la Constitució dels Estats Units de 1787. L'estat federal consisteix en la unió de diversos estats independents vinculats per una norma jurídica suprema. L'exercici dels poders legislatiu, executiu i judicial són multiplicats i estableix competències per a l'estat i altres per als territoris que l'integren. Cada estat federal té una norma suprema i l'estat central té una constitució, sense que la norma suprema no pot contradir la de l'estat central.
No és el mateix un estat federal que una confederació d'estats: la confederació es crea mitjançant un tractat internacional mentre que un estat federal mitjançant una constitució; la confederació no té òrgans unificats (amb actuació vàlida per a tots els estats); la confederació no és un estat; i la confederació és temporal.
Hi ha dos models de federalisme: l'estatunidenc i l'europeu. L'estatunidenc estableix que el poder originari és dels estats mebres de manera que la sobirania està dividida entre els estats i la federació mentre que el model europeu els estats no són considerats titulars de poder públic, sinó que compten amb autonomia política (definida en competències) reconeguda per la constitució federal.

### Estat regional
L'estat regional és un invent europeu que consisteix en la convivència d'un estat unitari amb l'atorgament d'autonomia variable a determinats territoris. El pioner va ser la Constitució espanyola de 1931. La principal diferència amb l'estat federal és que les regions no tenen poder de constituir-se de manera pròpia perquè la seua norma superma ha de ser aprovada pel parlament central.